# لنگ‌لویز (اورگن)
لنگ‌لویز (به انگلیسی: Langlois) یک منطقهٔ مسکونی در ایالات متحده آمریکا است که در شهرستان کوری، اورگن واقع شده‌است. لنگ‌لویز ۳٫۶۹ کیلومتر مربع مساحت و ۱۷۷ نفر جمعیت دارد و ۲۷٫۱۳ متر بالاتر از سطح دریا واقع شده‌است.